# 田村宗立
田村 宗立（たむら そうりゅう、弘化3年8月20日（1846年10月10日） - 大正7年（1918年）7月10日）は、明治期の洋画家、画僧。別号に月樵、十方明。京都において浅井忠に先立って洋画普及の礎を築いた。

## 略伝

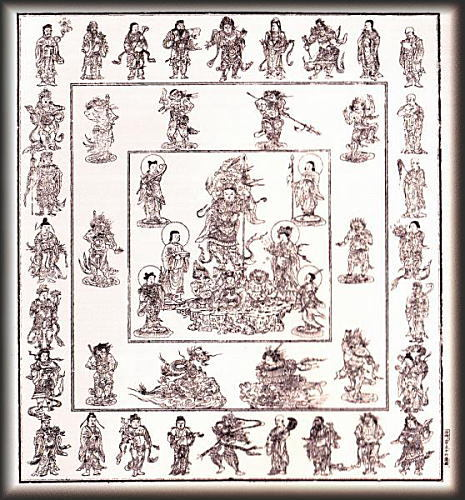
宗立が版木を彫った「毘沙門天曼荼羅」 文久元年（1862年）

### 生い立ち
丹波国船井郡河内村（現在の京都府南丹市）に田村宗貫と佐野忠左衛門の次女尚子との間に生まれる。宗立は僧名とする説もあるが、師・憲海は弟子に法諱を授ける際に「憲」の字を与えるのが基本で、父の名が宗貫な事や遺族の証言から戸籍名で、本名を法諱に転用した可能性が高い。公卿中山家に仕えた父に従い、幼時を京都、亀岡で過ごした。3歳ではじめて絵筆を持ち、9歳の時百人一首を模写して周囲を驚かせたという。安政2年（1855年）10歳の時、東山雙林寺住職の大雅堂清亮の塾に入門して南画を習う。しかし1年後、彩色の画をやってみたいと思い、六角堂能満院の画僧憲海の膝下に転じ得度、仏画を学ぶ。京都市立芸術大学芸術資料館には、宗立の死後彼の夫人が寄贈した仏画の粉本約2500点が所蔵されており、東福寺塔頭・勝林寺には16歳の時宗立が彫った「毘沙門天曼荼羅」の版木（材木は檜）が現存している。

### 洋画学習の道
ところが13歳の時、仏画に関わるうちにこれとは逆に、世に本物そっくりに描く絵があるのを知り、密かに陰影法を独学し始める。文久2-3年（1862-63年）ごろ写真に啓発され、これを模写、陰影を工夫し日本画とも西洋画ともつかない絵を夢中に描いており、その『写生画帖』（京都国立近代美術館蔵）が残っている。元治元年（1864年）禁門の変による兵火で能満院が焼失、真言宗の蓮光院に移る。慶応元年（1865年）友人たちと写真機材を購入、写真術を習得し実物写生に役立てようとする。この頃、初代玄々堂・松本保居から銅版画も学ぶ。明治2年（1869年）から翌年にかけて御室尊寿院に移り、志摩の尊峰が発願した御室版両部曼荼羅開板事業に参加する。宗立の一般的な伝記では、この後洋画習得と発表へと続いていくが、実際には憲海との関係や仏画研究も継続している。
この頃油画の存在を知り、明治3年（1870年）京都最初の中学が設立されると、洋画を学ぶなら外国語を学ばなくてはと、欧学舎支舎英学校に入学、アメリカ人ボールドウィンから英語を学ぶ。このため宗立は、後まで流暢な英語を話したという。まもなく粟田口病院（青蓮院）に通訳兼画家として勤め、解剖図を模写し、ドイツ人医師ランゲックや英国人ウェットン、米国人ライアンゲーに油絵の手解きを受ける。明治5年（1872年）ワーグマンの評判を聞きつけ横浜へ旅立つ。ワーグマンの紹介で高橋由一、亀井至一、五姓田派の人々と交わったという。一方、2代玄々堂松田緑山に銅版画を学び、のちに石版画にも関心をしめした。一年程で京に戻り、苦心して手製画材を工夫することから初め、本格的な洋画研究にのめり込んでいく。

### 京都洋画壇の先駆け
明治5年から毎年開かれた京都博覧会に時に出品し、第11回展では「田村宗立油絵展」を開く。明治9年（1876年）ランゲックの帰国に伴い退職。明治10年第1回内国勧業博覧会にも油彩画「下加茂図」出品し褒状を受ける。また、明治12年（1879年）東山雙林寺の洋画展覧会に出品するなどで、洋画家としての活躍が知られるようになっていく。明治13年（1880年）京都府画学校創立にたずさわり、翌年小山三造の後継として、学校内の教科の一つ西宗（西洋画科）の二代目教員に任命される。9年半足らずの在職中、原撫松、伊藤快彦、田中九衛、小笠原豊涯らを育てた。この頃、宗立には何人かの門人がおり、吉田博の義父・吉田嘉三郎もこの頃の弟子である。当時の京都は日本画家も洋画を描くほどブームとなっており、宗立の描く油絵は日本画より格段に売値が高く、宗立の教室には生徒がひしめいたという。

### 洋画排斥と日本画への回帰
しかし、明治20年代に入り洋画排斥運動が起こると、その波は京都にも及ぶ。明治21年（1888年）3月幸野楳嶺が画学校教頭となると彼と対立し、宗立は翌22年10月末日に退任に追い込まれる。西宗自体も、明治23年（1890年）生徒の募集が行われず、事実上廃止されてしまう。明治22年（1889年）祇園下河原月見町に私塾「明治画学館」を設立するも、趨勢には勝てず振るわない時を過ごす。明治24年（1891年）11月に四条で先月に起こった濃尾地震の被害状況を伝える幻燈会が開かれ、宗立が幻燈画を担当した。明治28年（1895年）京都で開かれた第4回内国勧業博覧会で建てられたパノラマ館では、宗立が絵を担当している。明治34年（1901年）関西美術会に発起人7名の1人として参加、明治36年関西美術会第3回総会において浅井忠の発起で、多年の功績を表彰される。明治38年（1805年）には関西美術院創設の設立発起人となり、開院後は関西美術院で指導にあたるなど京都洋画壇の発展に貢献した。晩年は竹田黙雷と親しく、明治41年（1908年）からは知恩院山内光玄院に住し、もっぱら水墨画による仏画や日本画を描いて余生を過ごした。
洋画家の黒田重太郎は宗立について、「写真の刺激から『日本画でもなければ西洋画でもない』一種の写生画に熱中した人」と述べている。その言葉通り、油絵で屏風を描いたり、写実的な仏画を描くなど、近代化の中でアイデンティティを模索した形跡が窺える作品が残っている。同じ京都の洋画の草分けとなった浅井忠も宗立を尊敬しており、宗立の母が長逝した際、関西美術院の研究者たちは画の勉強時間を惜しみ、葬儀の参列を総代だけ出して済まそうとすると、浅井は普段の温厚さが打って変わって「君達は田村先生を何と心得るのか」と怒ったという。宗立に子供はいなかったが養子が跡を継いでおり、その資料は京都市立芸術大学や京都国立近代美術館などに寄贈されている。

## 代表作
| 作品名                         | 技法           | 形状・員数                   | 寸法（縦x横cm） | 所有者                                   | 年代                     | 落款・落款                                                    | 備考 |
| ------------------------------ | -------------- | ---------------------------- | --------------- | ---------------------------------------- | ------------------------ | ------------------------------------------------------------- | --- |
| 果蔬図                         | 紙本着色       | 1幅                          | 31.0×111.9      | 東京国立博物館                           | 文久-元治年間頃          |                                                               | |
| 加代の像                       |                |                              |                 | 倉敷山田コレクション                     | 1879年頃                 |                                                               | |
| 古都夕照                       | 布地油彩       |                              | 49.5x94.7       | 個人（京都国立近代美術館寄託）           | 1880（明治初）年代       |                                                               | |
| 茶摘之図                       | 油彩           |                              |                 | 仁和寺                                   | 1880年（明治13年）頃     |                                                               | |
| 自画像                         | 布地油彩       | 1面                          | 69.3x52.1       | 京都国立近代美術館                       | 明治中期（10年代後半か） |                                                               | |
| 京都駆黴院図                   | 絹本墨画       | 1面                          | 71.5x175.0      | 京都国立近代美術館                       | 1885年（明治18年）       |                                                               | |
| 琵琶湖疏水工事之図             | 紙・鉛筆・水彩 | 3巻全40図                    |                 | 三の丸尚蔵館                             | 1887年（明治20年）       |                                                               | 琵琶湖疏水工事の状況を天覧に供するため、京都府から以来を受けた宗立の指導のもと京都府画学校の優等生10名が分担して制作した作品。第1、2巻には工事現場の見取り図が、第3巻には工事竣成後の予想図が収められている。工事現場の様子が多く描かれているのが特徴で、当時の写真では撮影困難な暗い隧道内の作業まで精緻な筆致で描かれている。明治20年1月29日に明治天皇が京都府庁に臨幸した際、京都府知事・北垣国道によって献上された。 |
| 琵琶湖疏水工事図巻             | 紙本鉛筆淡彩   | 39面                         |                 | 京都市上下水道局（琵琶湖疏水記念館管理） | 1885-90年（明治18-23年） |                                                               | デッサン調の作品。上記とは別に制作されたが、基本的に同じ内容である。なお、日本画家の河田小龍も疎水事務局に雇われ、「琵琶湖疏水図誌」を制作している。 |
| 洋童図                         | 絹本著色       | 1幅                          | 98.2x49.0       | 京都国立近代美術館                       | 1890年（明治23年）       |                                                               | |
| 官女弾琴図                     | 布地油彩       | 1面                          | 56.7x88.5       | 京都市京セラ美術館                       | 1897年（明治30年）頃     |                                                               | |
| 弁慶曳鐘図                     | 布地油絵       | 1面                          | 92.4x134.8      | 京都国立博物館                           | 1901年（明治34年）       |                                                               | 第一回関西美術会展覧会出品 |
| 大徳寺焼香図                   | 絹本著色       | 1幅                          | 192.0x143.5     | 神戸市立博物館                           | 1901年（明治34年）頃     |                                                               | 第一回関西美術会展覧会出品 |
| 接待図                         | 布地油彩       |                              | 708x165.3       | 個人                                     | 1902年（明治35年）頃     |                                                               | |
| 海岸風景（油絵越後海岩図屏風） | 絹本油彩       | 六曲一隻                     | 153.8x360.8     | 京都国立近代美術館                       | 1903年（明治36年）       |                                                               | 第5回内国勧業博覧会出品 |
| 龍王図                         | 絹本著色       |                              | 153.6x50        | 京都国立博物館                           | 明治期                   | 款記「「田村宗立謹画」/「宗立之印」朱文方印・「月樵」白文方印 | |
| 十六羅漢                       | 紙本墨画著色   | 1幅                          | 145.5x81.0      | 京都国立近代美術館                       | 明治後期                 | 款記「月樵」・「月樵」印                                      | |
| 十六羅漢図                     | 紙本墨画淡彩   | まくり9枚                    |                 | 建仁寺                                   | 1912年（大正元年）       |                                                               | 元は建仁寺大方丈裏の間（仏壇の間背後の大小2室）障壁画。昭和9年（1934年）の室戸台風によって方丈が倒壊した際に被害を受け、修理されずにまくりのまま保管されている。 |
| 十六羅漢図巻                   | 絹本著色       | 1巻                          | 35.5x331.3      | 自在院（会津若松市）                     | 20世紀                   | 款記「月樵」/「宗立之印」朱文方印・「月樵」白文方印           | 竹田黙雷題字。自在院は宗立の道釈人物画を40点ほど所蔵している。 |
| 唐子遊図                       | 紙本墨画淡彩   | 床壁貼付5面・襖絵6面の計11面 |                 | 建仁寺                                   | 1912年（大正元年）       | 款記「歳次壬子年孟夏 月樵」                                   | 本坊小書院障壁画。建仁寺には他にも宗立の作品があるという。 |
| 釋 道順肖像                    | 油彩           | 1面                          | 57×38           | 個人                                     | 1912年（大正元年）頃     | 「月樵」印/S.G.Tamura                                         | 大正元年に製作した「山光水色」と同じ印とサイン。また、この肖像画は宗立の肖像写真（紋付羽織）と背景の陰影も含めて酷似している。宗立は、明治元年に堀内写真館にて撮影されていることから、当該肖像写真は大正元年に撮影されたものと推察される。 |
| 唐子遊図                       | 金地著色       | 六曲一双                     |                 | 豊中不動尊                               |                          |                                                               | 豊中不動尊には、晋住の第一世となった坂井榮信が集めた90点余の「田村月樵（宗立）コレクション」がある。 |
| 地獄図                         | 絹本著色       | 1幅                          | 147.0x72.0      | 広島県立美術館                           |                          |                                                               | |

## 参考資料
単行本
- 黒多重太郎『京都洋畫の黎明期』 高桐書院、1947年。同改訂版、山崎書店、2006年
- 『京都の洋画 資料研究』 京都市美術館〈叢書・京都の美術 2〉、1980年
- 原田平作 『幕末明治 京洛の画人たち』 京都新聞社、1985年 ISBN 4-7638-0182-1、全国書誌番号:85053747、NCID BN00294982
- 神奈川県立近代美術館編 『近代日本美術家列伝』 美術出版社、1999年 ISBN 978-4-568-22107-7
- 『近代日本の画家たち 日本画・洋画 美の饗宴』 平凡社〈別冊太陽 日本のこころ154〉、2008年 ISBN 978-4-582-92154-0

論文
- 原田平作 「琵琶湖疏水工事図巻と田村宗立」『琵琶湖疏水の100年〈画集〉』 京都市水道局、1990年
- 島田康寛 「京都における明治初期の洋画の状況」『三の丸尚蔵館年報・紀要』第六号、2001年
- 長舟洋司 「田村宗立関連資料の整理と紹介」『鹿島美術研究 年報第22号別冊』 2005年
- 石井香絵 「明治・大正期を中心とする近代京都洋画壇の研究」『鹿島美術研究 年報第29号別冊』 2012年11月15日、pp.332-341
- 松尾芳樹 「田村月樵の落款印章」『京都市立芸術大学芸術資料館年報 第25号(2015)』 2016年3月25日、pp.1-10
- 平井啓修 「田村宗立研究 ―先行研究と所蔵資料の考察―」『京都国立近代美術館研究論集 CROSS SECTIONS―Vol.8』 2017年3月31日、pp.24-35

展覧会図録・画集
- 京都文化博物館学芸第一課編集 『京都洋画のあけぼの』 京都文化博物館発行、1999年
- 京都市立芸術大学芸術資料館編『仏教図像聚成 六角堂能満院仏画粉本』 法藏館、2004年
- 園部文化博物館編集・発行 『園部ゆかりの画家たち』 2005年
- 星野桂三・星野万美子編集制作 『京都画壇の開祖にして真言宗の画僧 月樵道人・田村宗立 没後90年、その日本画（仏画・布袋唐子・吉祥図）の魅力を探る』 星野画廊、2009年
- 新居浜市美術館編集 『新居浜―日本 〈工都〉の美術史と地方創生』 国書刊行会、2015年11月3日、ISBN 978-4-336-05973-4
- 松尾芳樹著 阿住義彦編 『自在院資料集 第六集 会津と大願憲界 仏像図様・田村月樵道釈画調査報告』 真言宗豊山派自在院、2016年9月20日